# Pulsar gamma
En astronomie, un pulsar gamma est un pulsar présentant une émission modulée périodique dans le domaine des rayons gamma. Ce terme ne s'applique donc pas à un pulsar siège d'émissions irrégulières de rayons gamma (sursauteur gamma mou).

## Propriétés
La découverte des pulsars date de plus de 50 ans (1967) mais ils sont encore mal compris. Le nombre de pulsars détectés aux hautes énergies a connu une grande progression depuis le lancement du satellite Fermi en 2008, et ce nombre est toujours en train de croître, ouvrant ainsi la voie à l'étude statistique des propriétés de ces objets. Si les mécanismes à l'origine du rayonnement non thermique des pulsars (synchrotron, rayonnement de courbure ou inverse compton) sont connus, les détails de ces processus restent encore largement débattus à travers plusieurs modèles
Ces objets sont susceptibles de rayonner sur une très large gamme de longueurs d'onde, de 1 GHz (domaine radio) à près de 100 GeV (environ 1025 Hz) et même 20 TeV pour le pulsar des Voiles, soit plus de 18 ordres de grandeurs en longueur d'onde ou en fréquence.
L'émission dans le domaine gamma ne semble pas proportionnelle à la puissance émise du fait du ralentissement des pulsars, mais plutôt proportionnelle à sa racine carrée. La raison probable en est que l'émission gamma résulte de la création de paires électrons-positons au sein de la magnétosphère du pulsar, et que celle-ci est proportionnelle à l'intensité du champ magnétique du pulsar, alors que la puissance émise est proportionnelle au carré du champ magnétique.

## Liste de pulsars gamma
Avant le lancement du télescope spatial Fermi en 2008, seulement sept pulsars sont détectés avec certitude comme émetteurs gamma :
- PSR B0531+21 (le pulsar du Crabe) ;
- PSR B0833-45 (le pulsar des Voiles) ;
- PSR B1706-44 ;
- PSR B1509-58 ;
- PSR B1951+32 ;
- PSR B1055-52 ;
- PSR J0633+1746 (Geminga).

En 2013 ce nombre dépasse la centaine ; en 2023 il atteint 340 et représente environ 10 % des pulsars connus,.

## Population générale
La détection des pulsars gamma est difficile pour des raisons technologiques : il est difficile de détecter efficacement des rayons gamma, et une modulation d'un signal avec une relativement haute fréquence est considérablement plus difficile encore. Par exemple, PSR J0633+1746 (Geminga) fut détecté en 1972 et 1973 avec seulement 121 photons gamma reçus en plus de 20 jours. Plus de 200 sources de rayons gamma ont été détectées par le télescope spatial Compton Gamma-Ray Observatory. Il est probable qu'une proportion substantielle de celles-ci représente en fait des pulsars gamma, chose qui devrait à terme être mise en évidence par le satellite artificiel GLAST.